# Swojków (województwo dolnośląskie)
Swojków – wieś w Polsce położona w województwie dolnośląskim, w powiecie oławskim, w gminie Domaniów.

## Podział administracyjny
W latach 1975–1998 miejscowość położona była w województwie wrocławskim.

## Demografia
We wsi mieszka obecnie (III 2011 r.) 203 mieszkańców.